# Air Canada
Air Canada là hãng hàng không lớn nhất và cũng là hãng hàng không quốc gia của Canada. Hãng này được thành lập năm 1937 và có trụ sở ở Montréal, Québec. Air Canada cung cấp dịch vụ vận chuyển hành khách và hàng hóa bằng đường hàng không theo lịch trình và thuê bao đến hơn 240 điểm đến và các kỳ nghỉ trọn gói đến hơn 90 điểm đến thông qua Air Canada Vacations. Air Canada là hãng hàng không lớn thứ 13 thế giới theo quy mô đội tàu bay và sân bay hoạt động chính trung tâm của hãng này là Sân bay quốc tế Toronto Pearson. Công ty mẹ của Air Canada là ACE Aviation Holdings. Air Canada là một thành viên sáng lập của liên minh các hãng hàng không Star Alliance, liên minh các hãng hàng không lớn nhất thế giới. Liên minh này được thành lập năm 1997 và hiện có 18 hãng hàng không thành viên. Vào ngày 19 tháng 1 năm 2007, hãng Air Canada đã được bầu chọn là Hãng hàng không tốt nhất Bắc Mỹ. Năm 2006, khoảng 34 triệu người đã bay cùng Air Canada.
Năm 2007, Air Canada kỷ niệm 70 năm ngày thành lập hãng thành một hãng hàng không.
Năm 2017, trong dịp kỉ niệm 80 năm ngày thành lập hãng đã vận chuyển 48 triệu hành khách.

## Dịch bệnh Covid-19
Các hạn chế đi lại do đại dịch Covid-19 gây ra buộc Air Canada phải hạn chế nhiều dịch vụ. Ngày 18/3/2020, hãng thông báo sẽ tạm dừng hầu hết các chuyến bay của mình trước ngày 31/3/2020. Dịch vụ bắt đầu trở lại bình thường vào ngày 22/5/2020 với các chuyến bay đến nhiều thành phố hơn sẽ được bổ sung trong mùa hè. Trong báo cáo tài chính quý đầu tiên của mình, Air Canada thông báo họ đã lỗ 1,05 tỷ CA $ và chỉ kiếm được CA $ 345 triệu lợi nhuận. Hãng hàng không này cũng chịu thiệt hại tương tự trong quý 3, báo cáo khoản lỗ 685 triệu CA $. Nó cho biết công suất trong quý 4 của năm tài chính 2020 sẽ thấp hơn 75% so với năm trước.
Tháng 4/2021, có thông báo rằng chính phủ Canada sẽ cung cấp gói cho vay trị giá 5,9 tỷ USD.

## Thỏa thuận liên danh

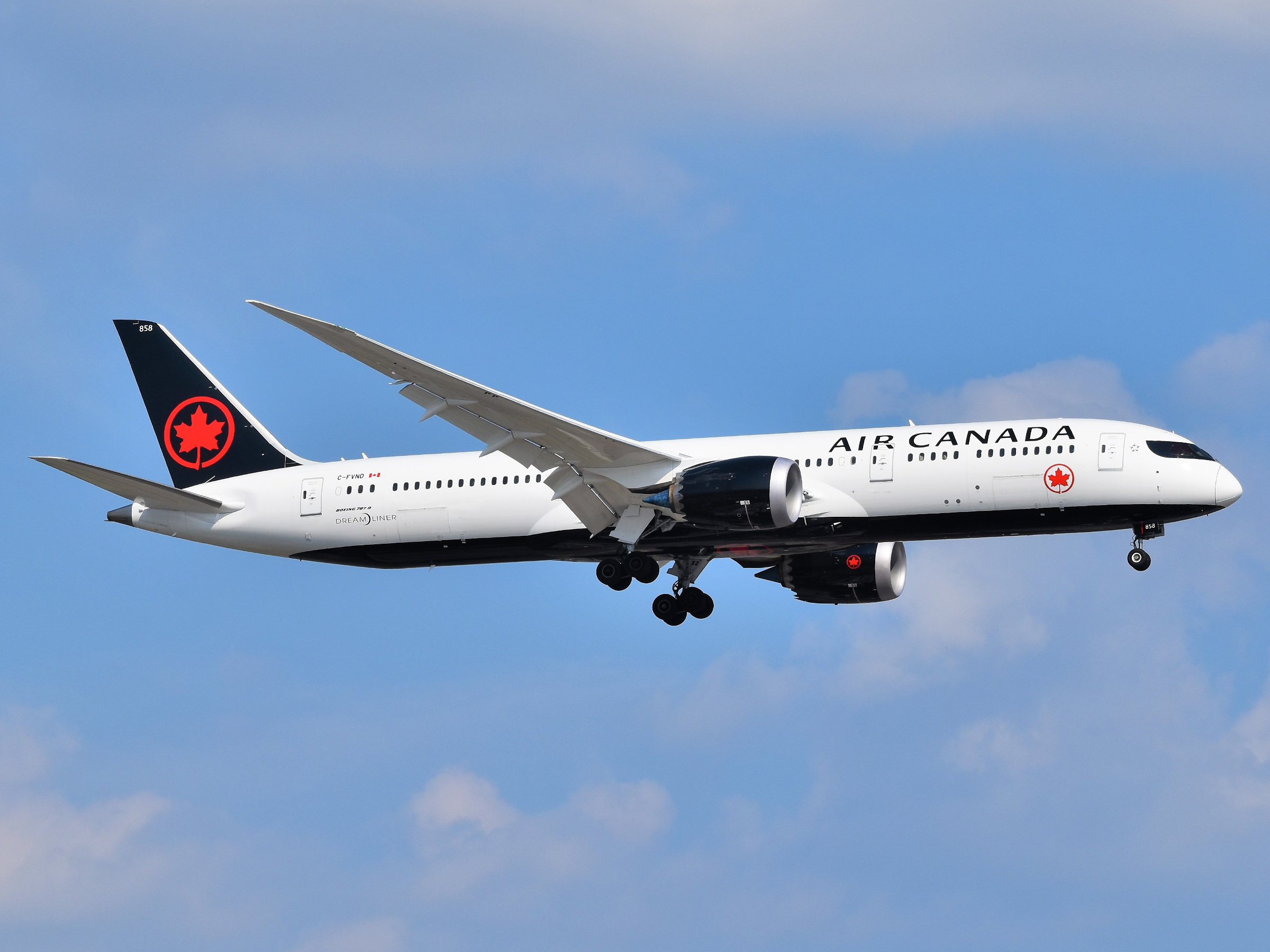
Boeing 787-9 hạ cánh tại Sân bay quốc tế Newark Liberty

- Aegean Airlines
- Aer Lingus
- Air China
- Air India
- Air New Zealand
- All Nippon Airways
- Asiana Airlines
- Austrian Airlines
- Avianca
- Brussels Airlines
- Cathay Pacific
- Central Mountain Air
- Croatia Airlines
- EgyptAir
- Ethiopian Airlines
- Etihad Airways
- Eurowings
- EVA Air
- Gol Transportes Aéreos
- LOT Polish Airlines
- Lufthansa
- Middle East Airlines
- Qatar Airways
- Scandinavian Airlines
- Singapore Airlines
- South African Airways
- SriLankan Airlines
- Swiss International Air Lines
- TAP Air Portugal
- Thai Airways
- Turkish Airlines
- United Airlines
- Virgin Australia

## Đội tàu bay của Air Canada

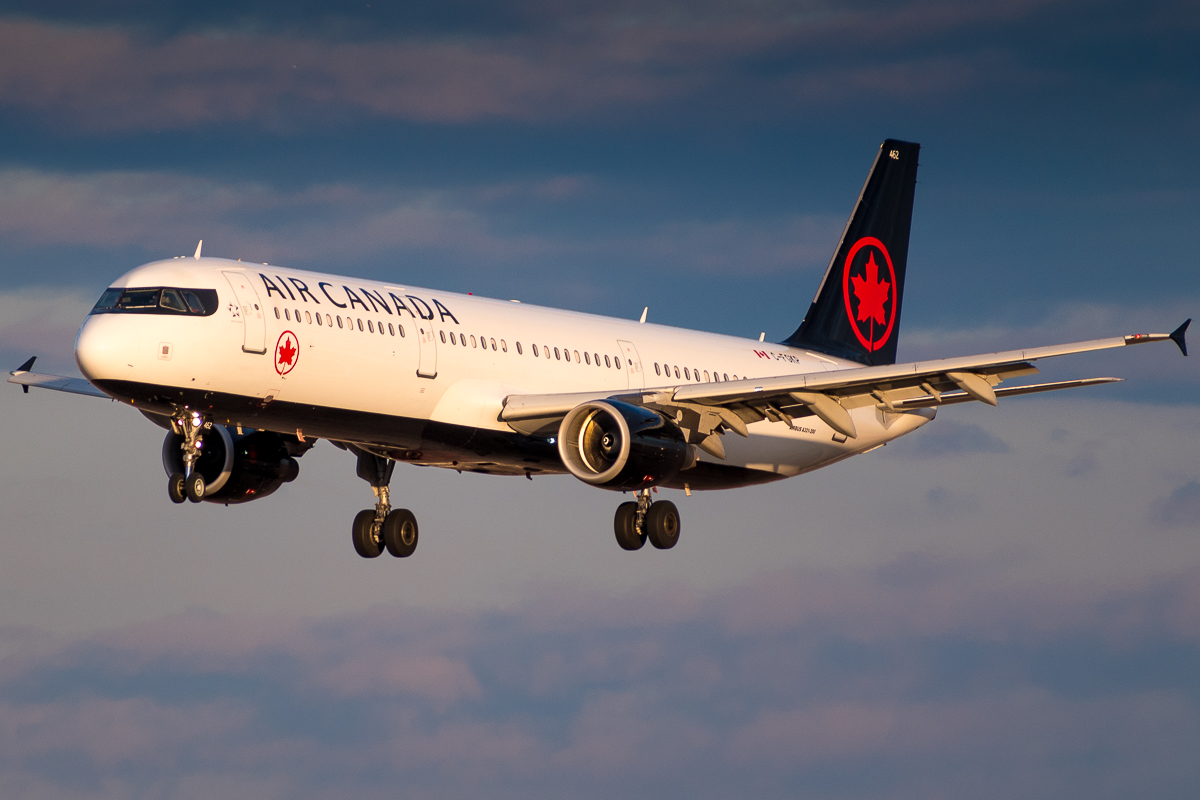
Airbus A321-200 hạ cánh tại Sân bay quốc tế Toronto Pearson

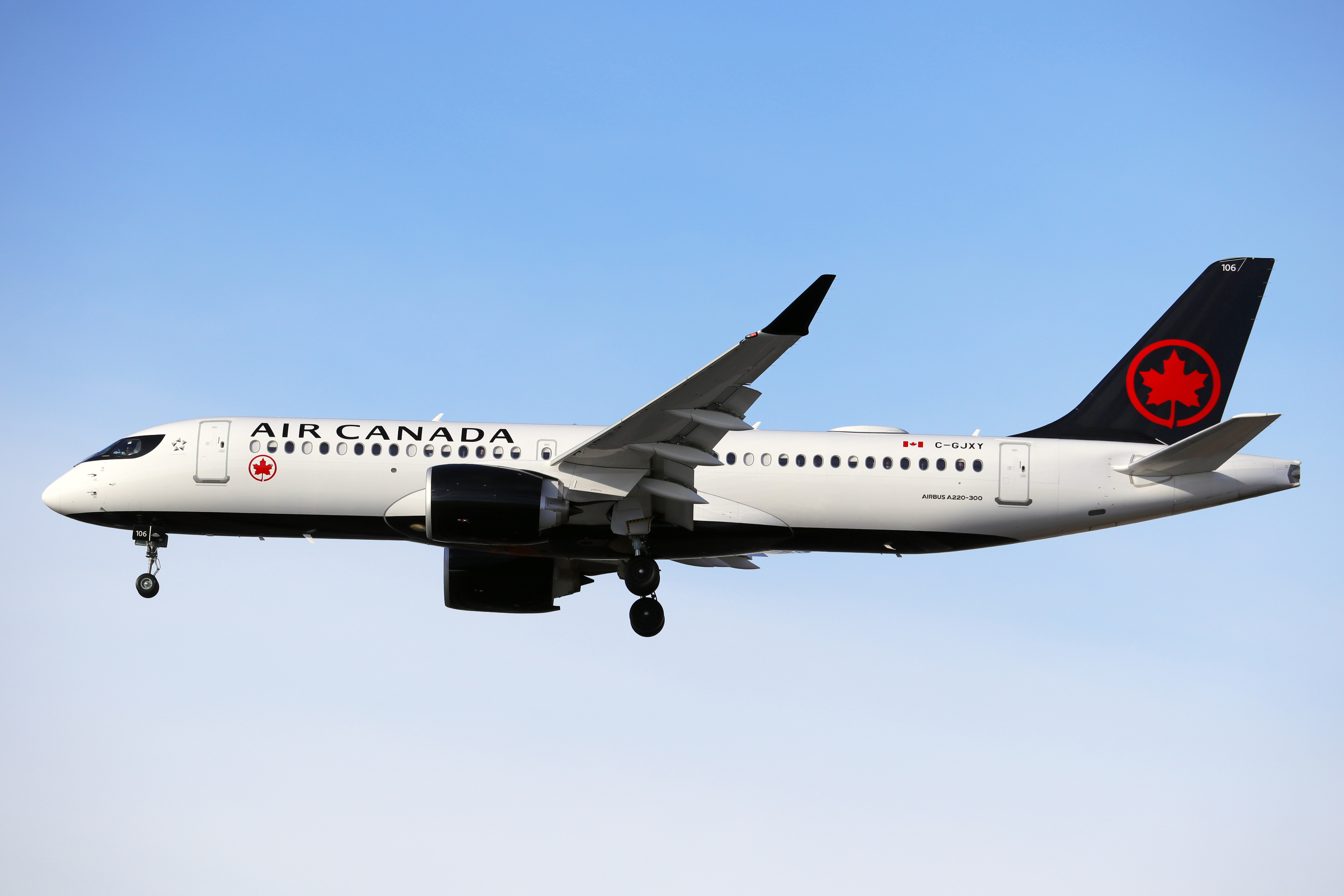
Airbus A220-300

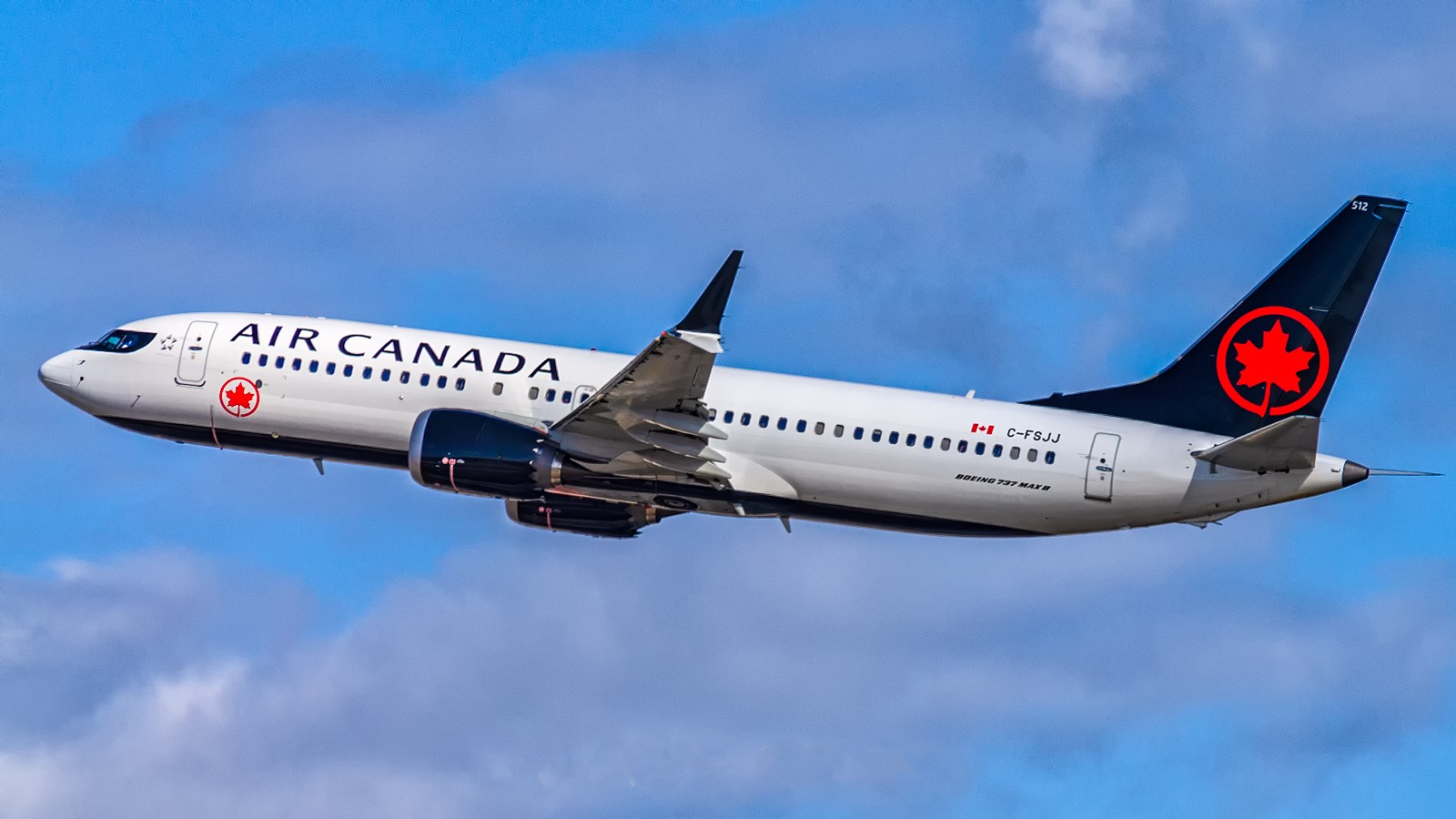
Boeing 737 MAX 8

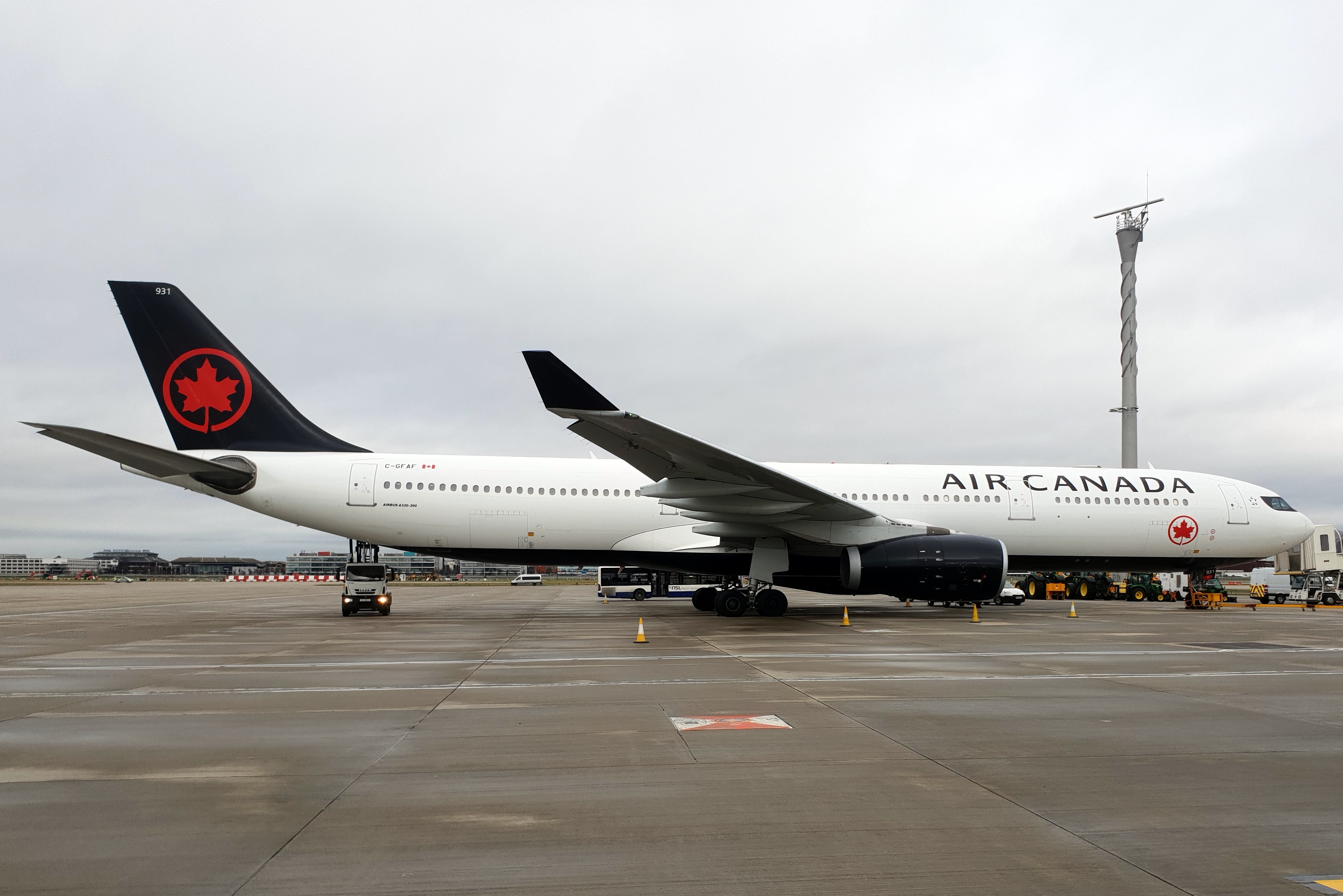
Airbus A330-300

Đến tháng 5/2024, đội tàu bay của Air Canada bao gồm những tàu bay sau.
| Tàu bay               | Đang vận hành | Đặt hàng | Số khách (Signature hoặc Business/Premium Economy/Economy) | Ghi chú                                                                    |
| --------------------- | ------------- | -------- | ---------------------------------------------------------- | -------------------------------------------------------------------------- |
| Airbus A220-300       | 33            | 27       | 137 (12/0/125)                                             |                                                                            |
| Airbus A319-100       | 5             | __       |                                                            |                                                                            |
| Airbus A320-200       | 17            | 1        | 146 (14/0/132)                                             | Thay thế bởi Boeing 737 MAX 8                                              |
| Airbus A321-200       | 16            | —        | 190 (16/0/174)                                             | Thay thế bởi Boeing 737 MAX 8                                              |
| Airbus A321XLR        | __            | 30       |                                                            |                                                                            |
| Airbus A330-300       | 19            | 1        | 297 (32/24/241) 292 (27/21/244)                            | Trang bị cabin Dream                                                       |
| Boeing 737 MAX-8      | 40            | 16       | 169 (16/0/153)                                             | Thay thế cho Airbus A320 và Airbus A321                                    |
| Boeing 777-200LR      | 6             | —        | 300 (40/24/236)                                            |                                                                            |
| Boeing 777-300ER      | 19            | —        | 450 (28/24/398) 400 (40/24/336)                            |                                                                            |
| Boeing 787-8          | 8             | —        | 255 (20/21/214)                                            |                                                                            |
| Boeing 787-9          | 31            | 1        | 298 (30/21/247)                                            | C-FVLQ mang logo FLY THE FLAG GO CANADA GO! (OLYMPIC TOKYO 2020)           |
| Boeing 787-10         | __            | 18       |                                                            |                                                                            |
| Heart ES-30           |               | 30       |                                                            |                                                                            |
| Đội bay chở hàng      |               |          |                                                            |                                                                            |
| Boeing 767-300ER/BDSF | 1             | 7        |                                                            | Các tàu bay chở khách của hãng sẽ chuyển sang chở hàng bắt đầu từ năm 2021 |
| Tổng cộng             | 195           | 131      |                                                            |                                                                            |

*Hạng Executive được cung cấp trên các chuyến bay nội địa, Hạng Executive First trên các chuyến bay quốc tế.

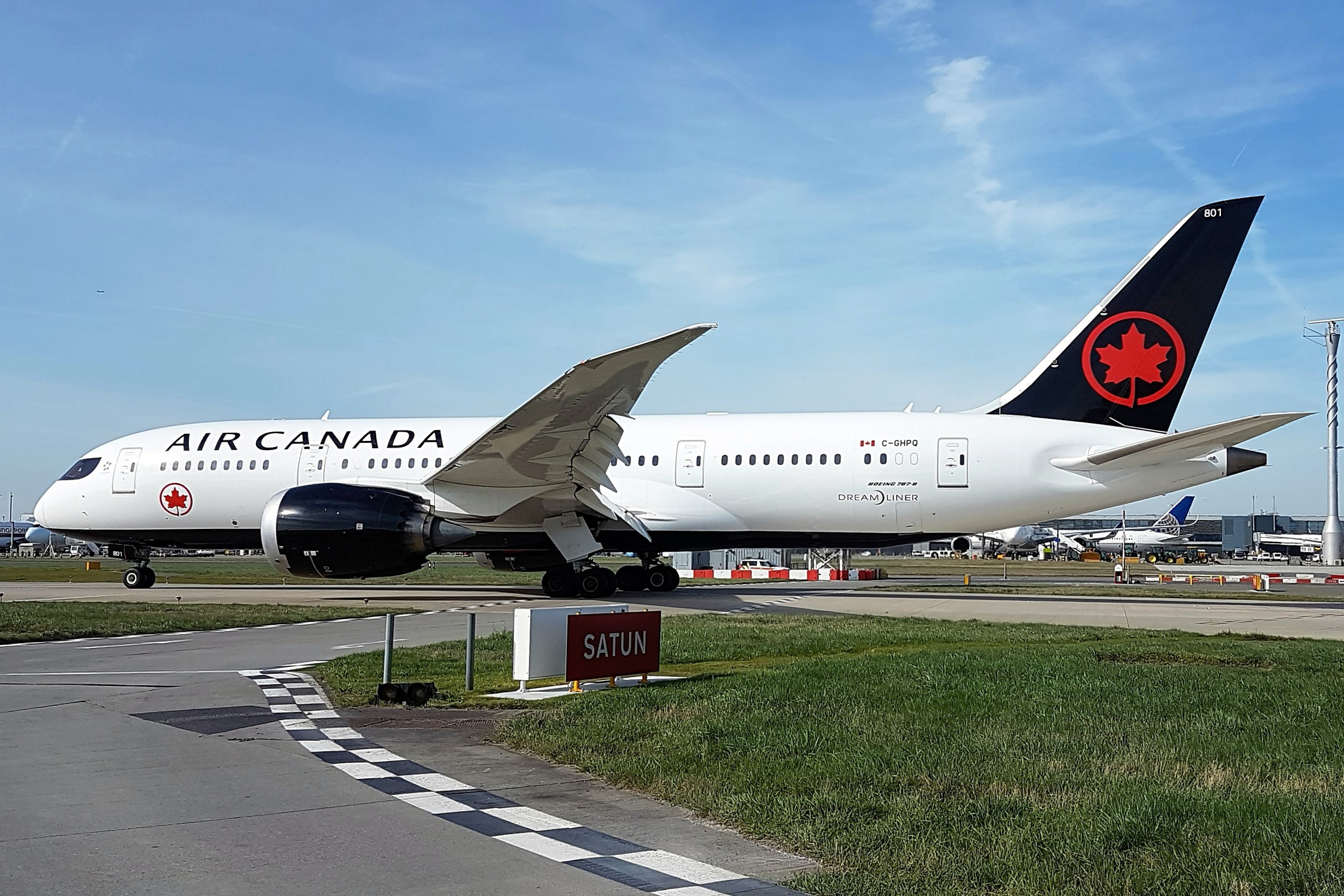
Boeing 787-8 tại Sân bay Heathrow

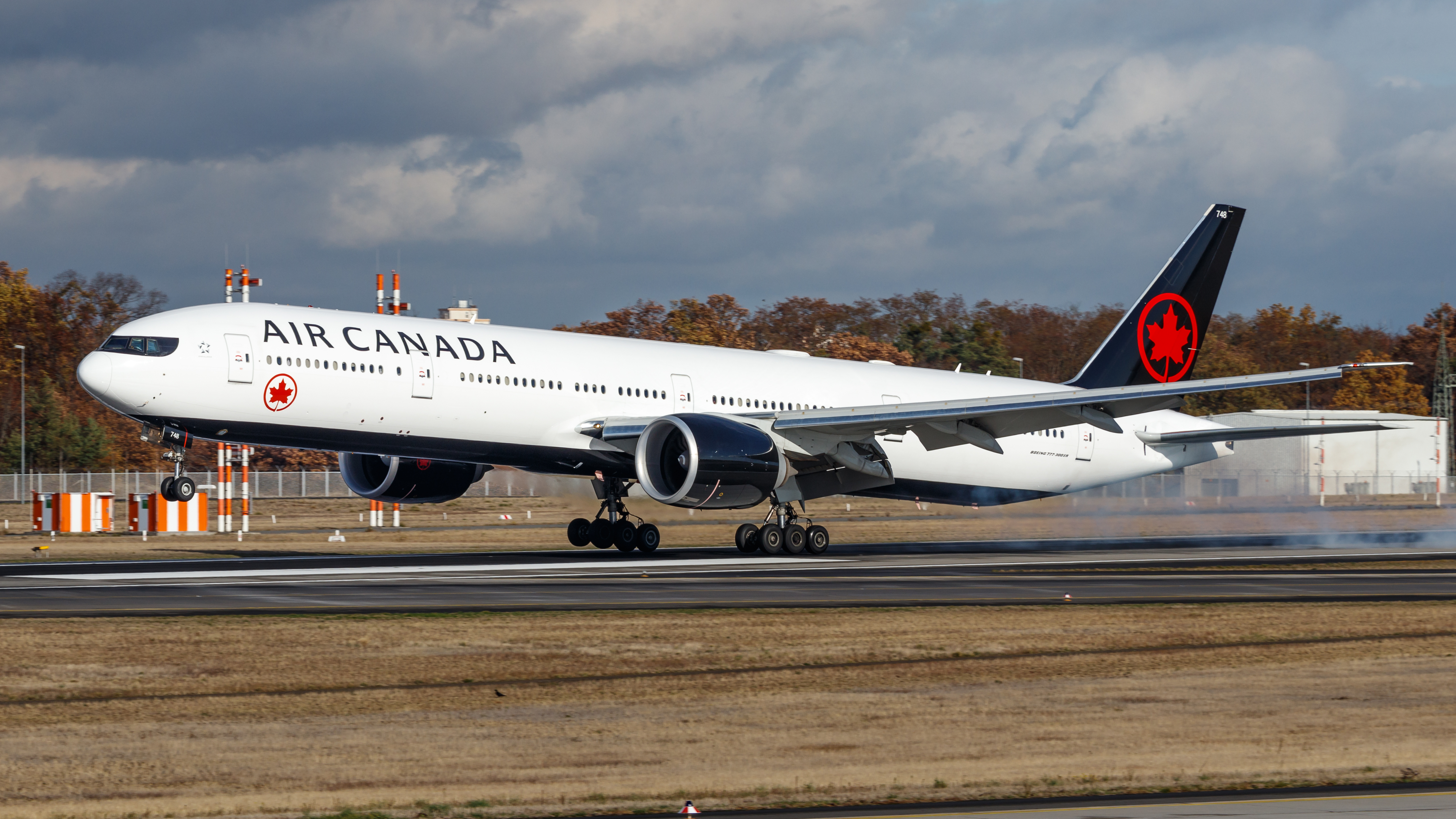
Boeing 777-300ER

- Đội tàu bay của Air Canada có tuổi trung bình 9,7 năm đến tháng 2 năm 2007.
- Air Canada có hợp đồng quyền mua (option) thêm 18 chiếc Boeing 777, 23 chiếc Boeing 787 Dreamliner và 60 chiếc Embraer E190.
- Air Canada là hãng hàng không Bắc Mỹ đầu tiên vận hành các loại tàu bay Airbus A319, A340-300, A340-500, Boeing 777-200LR và Boeing 777-300ER.
- Air Canada là khách hàng lớn nhất Bắc Mỹ của dòng tàu bay Boeing 787 Dreamliner.

### Đội tàu bay của Jazz

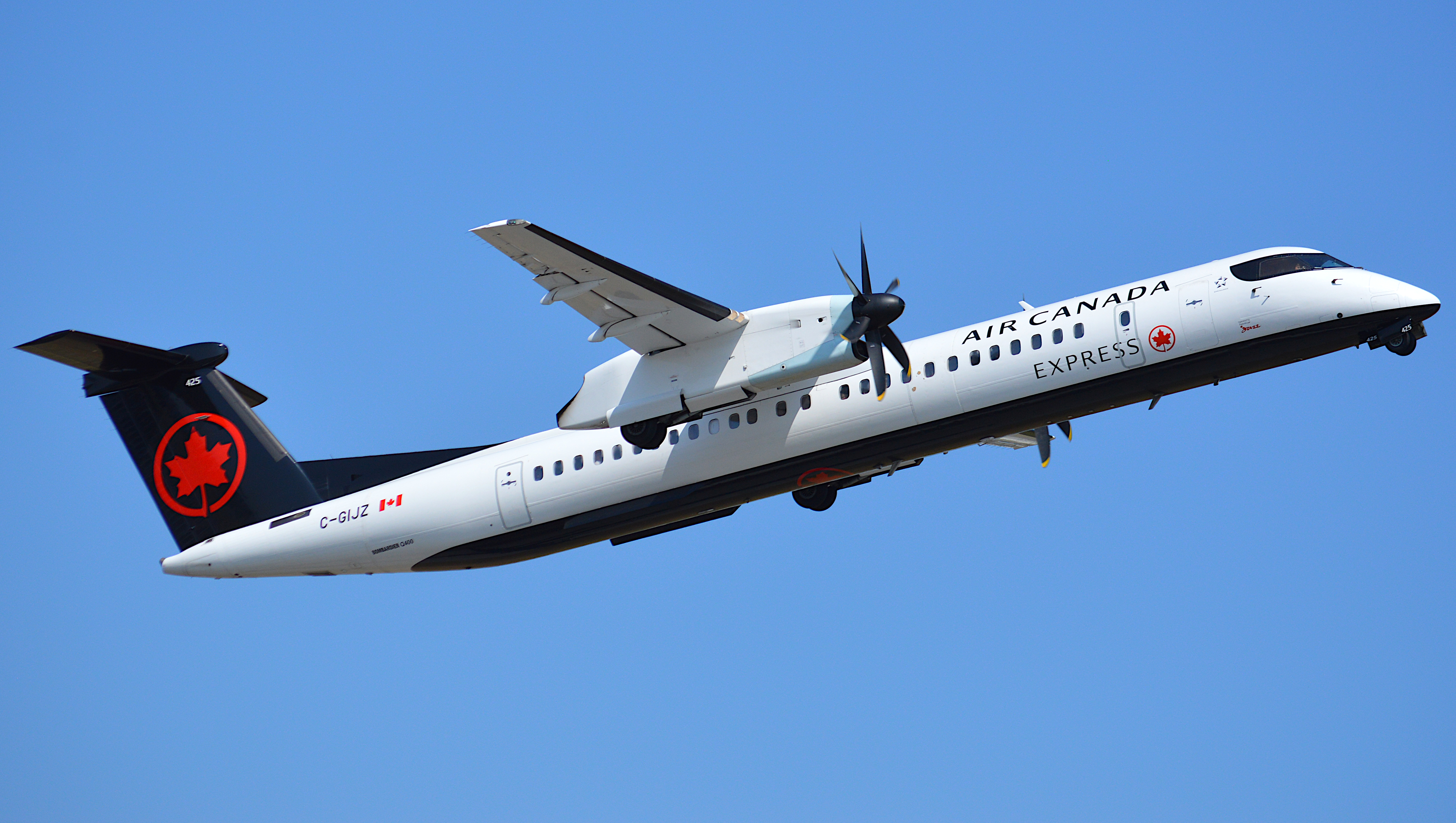
Air Cananda Express Dash 8-Q400

Công ty con của Air Canada, Air Canada Jazz có đội tàu bay riêng gồm 124 chiếc sau (đến thời điểm tháng 12 năm 2021):
| Tàu bay               | Đang vận hành | Hành Khách (Business/Economy) | Ghi chú                             |
| --------------------- | ------------- | ----------------------------- | ----------------------------------- |
| Bombardier CRJ200     | 15            | 75 (10/65)                    | Khai thác bởi Air Canada Express    |
| Bombardier CRJ900     | 35            | 76 (12/64)                    | Khai thác bởi Air Canada Express    |
| Bombardier Dash 8-300 | 26            | 78 (0/78)                     |                                     |
| Bombardier Dash 8-400 | 36            | 50 (0/50)                     | Dừng khai thác 36 chiếc từ năm 2025 |
| Embraer E-175         | 25            | 76 (12/64)                    |                                     |
| Tổng cộng             | 124           |                               |                                     |